# Carlos Pinto
Carlos Alberto Pinto ComM (Covilhã, 16 de Julho de 1947) é um político português.

## Biografia
Licenciado em Direito, pela Faculdade de Direito da Universidade de Lisboa.
Pós-Graduado em Direito das Autarquias Locais pela mesma Faculdade.
Diplomado em Tecnologia Industrial pela Escola Campos Melo.
Diplomado em Língua Inglesa pelo Philippa Fawcett Colledge, Londres.
Foi Deputado na Assembleia da República entre 1985 e 1997 pelo Partido Social Democrata, tendo sido Membro das Comissões de Poder Local e Assuntos Económicos e da Comissão de Orçamento, Deputado na Assembleia Parlamentar do Conselho da Europa entre 1988 e 1996, tendo sido Vice-Presidente da Comissão Norte/Sul e Membro da Comissão para a Paz Israelo/Palestiniana, Deputado na U.E.O. - União da Europa Ocidental e Membro da OSCE - Organização para a Segurança e Cooperação na Europa, tendo sido autor de relatórios internacionais sobre as Actividades da OCDE, o Desenvolvimento Rural, os Poderes Locais e Regionalização, a Rede de Transportes/CEMAT e a Carta Urbana Europeia. Foi feito Cavaleiro da Ordem Nacional da Legião de Honra de França.
Foi Presidente da Câmara Municipal da Covilhã, inicialmente entre 1989 e 1993 e, depois, ininterruptamente desde 1997 até ao ano de 2013, com os Pelouros das Relações Institucionais, da Coordenação Geral e de Projectos Especiais, das Questões Jurídicas e Contencioso, das Actividades Económicas, do Planeamento Estratégico, das Obras, dos Transportes e Trânsito, das Oficinas, do Aeródromo, das Infra-estruturas Municipais, do Ambiente, do Urbanismo, das Freguesias, dos Recursos Humanos, da Comunicação e Relações Públicas e da Protecção Civil, sendo também Presidente da Comurbeiras - Comunidade Urbana das Beiras, em Portugal, Presidente da AEM - Associação Europeia dos Eleitos de Montanha, Membro do Comité das Regiões, em Bruxelas,
Membro Honorário da Assembleia Parlamentar do Conselho da Europa e Membro do Conselho Geral do Instituto Francisco Sá Carneiro.
Em 2005, foi agraciado pelo Presidente da República de França com a "Legion d'Honneur" (Chevalier)
A 13 de Fevereiro de 2015 foi agraciado pelo Presidente da República de Portugal com a "Ordem do Mérito" (Comendador).